# Berkassovo
Berkassovo (en serbi: Беркасово) és un poble de Sèrbia. Se situa al municipi de Šid, al districte de Srem, província de Vojvodina. La vila és de majoria ètnica sèrbia i la seva població era de 1.228 persones (al cens de 2002).

## Història
És documentat primerament al segle xiii.

### Històric de població
- 1961: 1.214
- 1971: 1.213
- 1981: 1.217
- 1991: 1.103
- 2002: 1.228

## Persones il·lustres
- Petar Fajfrić (n.1942), exjugador d'handbol, medallista olímpic a Múnic 1972.